# Afrîn
Afrin (em árabe: عفرين: ʿAfrīn ou ʿIfrīn; em curdo:  Efrîn) é uma cidade síria, localizada no norte do distrito de Alepo.
Em 2005, a cidade contava com 36 562 habitantes, sendo a maior parte composta por origem curda.
Como consequência da Guerra Civil Síria, a cidade foi controlada pelas milícias curdas conhecidas como Unidades de Proteção Popular (YPG), braço armado do Partido de União Democrática, a partir de 2012, e foi usada como centro nervoso de operações dos curdos sírios próximo a fronteira com a Turquia. Contudo, em março de 2018, tropas do exército turco, apoiados por milícias aliadas, invadiram e conquistaram a cidade.